# Ліванов Ігор Євгенович
Ігор Євгенович Ліванов — російський актор. Брат Аристарха Ліванова.

## Життєпис
Народився 15 листопада 1953 року в Києві, СРСР. 
Закінчив Ленінградський державний інститут театру, музики і кінематографії (1975). Знявся в українському фільмі ««Мерседес» втікає від погоні» (1980, Єрмоленко).
| Актор | Це незавершена стаття про актора. Ви можете допомогти проєкту, виправивши або дописавши її. |